# Ethel Thomson Larcombe
Ethel Larcombe, eg. Ethel Warneford Thomson gift Larcombe, född 8 juni 1879, Islington, London, död 11 augusti 1965, var en brittisk tennis- och badmintonspelare.

## Tenniskarriären
Ethel Larcombe deltog i damsingel i Wimbledonmästerskapen första gången 1902 (förlorade i första omgången mot flerfaldiga finalisten Agatha Morton) och sista gången 1919. Denna gång förlorade hon i andra omgången mot slutsegraren, den legendariska fransyskan Suzanne Lenglen (6-2, 6-1). Från debuten i mästerskapen deltog hon årligen fram till och med 1906. Hennes singelresultat under denna period var skiftande, som bäst nådde hon finalen i All Comers Round 1903. Hon mötte där Dorothea Douglass Chambers, som vann med 4-6, 6-2, 6-2, och därmed tog sin första av sju singeltitlar. Ethel Larcombe deltog inte i turneringen 1907–1911.
Ethel Larcombe var tillbaka i god form i turneringen 1912 och besegrade Blanche Hillyard i semifinalen i All Comers Round (6-1, 6-0) och i finalen Charlotte Sterry (6-3, 6-1). Eftersom det föregående årets mästare, Chambers, inte ställde upp att försvara sin titel, korades Ethel Larcombe därmed som singelmästare. Året därpå, 1913, spelade Larcombe Wimbledonfinal i mixed dubbel tillsammans med irländaren James Cecil Parke. Denne råkade slå en retur rakt i ögat på sin medspelare Ethel Larcombe, som i och med detta blev oförmögen att spela. Hon hann heller inte återställas tillräckligt för att dagen därpå försvara sin singeltitel i mästerskapen. I 1914 års Wimbledonturnering mötte Ethel Larcombe åter Chambers i Challenge Round. Matchen blev jämn men Chambers vann till slut med 7-5, 6-4 och tog därmed sin sjunde och sista singeltitel i mästerskapen. Samma år spelade hon ännu en final i mixed dubbel i Wimbledonmästerskapen tillsammans med James Parke. Denna gång vann paret titeln mot Anthony Wilding/Marguerite Broquedis (4-6, 6-4, 6-2).
Ethel Larcombe vann 1912 både singel- och mixed dubbeltiteln i Irish Open.

## Badmintonkarriären
Ethel Larcombe nådde ännu större framgångar som badmintonspelare än som tennisspelare. En av hennes främsta konkurrenter i denna idrott var tennisantagonisten Dorothea Douglass Chambers. Larcombe var dock med sina fem singeltitlar i Yonex All England Open 1900, 1901, 1903, 1904 och 1906 mer framgångsrik än Chambers med sina två titlar (dubbel och mixed dubbel). Ethel Larcombe vann dessutom dubbeltiteln i mästerskapen 1902, 1904, 1905 och 1906 samt mixed dubbel-titeln 1903 och 1906.

## Tennisspelaren och personen
Ethel Larcombe hade som främsta vapen vid tennisspel en osedvanligt god backhand och dessutom en svårbedömd skruvad underhandsserve. Enligt Chambers i boken "Lawn Tennis for Ladies" hade Larcombe också en förnämlig taktik att attackera med volley framme vid nätet. Hon hade dock en tendens att tröttna vid längre matcher som hon sällan vann. 
Ethel Larcombe verkade från 1922 som tennislärare. Hennes make, Major Dudley Larcombe var sekreterare i All England Club 1925–1939.

## Grand Slam-titlar
- Wimbledonmästerskapen
  - Singel - 1912
  - Dubbel - 1903, 1904
  - Mixed dubbel - 1904, 1905, 1912, 1914